# Apanteles luctificus
Apanteles luctificus är en stekelart som beskrevs av Papp 1971. Apanteles luctificus ingår i släktet Apanteles och familjen bracksteklar. Inga underarter finns listade i Catalogue of Life.